# Sofijiwka (Berdjansk)
Sofijiwka (ukrainisch Софіївка; russisch Софиевка Sofijewka) ist ein Dorf im Südosten der ukrainischen Oblast Saporischschja mit etwa 1000 Einwohnern.
Das Dorf entstand 1862 als Gründung von bulgarischen Siedlern unter dem Namen Togali (Тогали). Es trug später den Namen Romaniwka (Романівка) und ab 1933 zu Ehren des bulgarischen Politikers Wassil Kolarow den Namen Kolariwka (Коларівка). Im Rahmen der Dekommunisierung wurde der Name am 19. Mai 2016 auf Bolharka (Болгарка) geändert, am 7. Oktober 2021 kam es nochmals zu einer Umbenennung auf aktuell Sofijiwka. Es liegt am Fluss Losuwatka (Лозуватка) südwestlich der Nationalstraße Н-30 und der Bahnstrecke Berdjansk–Tschaplyne, 41 km nordwestlich vom Rajonzentrum Berdjansk und etwa 137 km südöstlich vom Oblastzentrum Saporischschja entfernt.
Im März 2022 wurde der Ort durch russische Truppen im Rahmen des Russischen Überfalls auf die Ukraine eingenommen und befindet sich seither nicht mehr unter ukrainischer Kontrolle.

## Verwaltungsgliederung
Am 12. Juni 2020 wurde das Dorf zum Zentrum der neugegründeten Landgemeinde Kolariwka (Коларівська сільська громада/Kolariwska silska hromada). Zu dieser zählen auch die 8 in der untenstehenden Tabelle aufgelisteten Dörfer sowie die Ansiedlungen Jelysawetiwka und Nelhiwka bis dahin bildete es die gleichnamige Landratsgemeinde Kolariwka (Коларівська сільська рада/Kolariwska silska rada) im Nordosten des Rajons Prymorsk.
Seit dem 17. Juli 2020 ist sie ein Teil des Rajons Berdjansk.
Folgende Orte sind neben dem Hauptort Sofijiwka Teil der Gemeinde:
| Name                     | Name         | Name                         |
| ukrainisch transkribiert | ukrainisch   | russisch                     |
| ------------------------ | ------------ | ---------------------------- |
| Hjuniwka                 | Гюнівка      | Гюневка (Gjunewka)           |
| Jelysawetiwka            | Єлизаветівка | Елизаветовка (Jelisawetowka) |
| Jelysawetiwka            | Єлизаветівка | Елизаветовка (Jelisawetowka) |
| Jelyssejiwka             | Єлисеївка    | Елисеевка (Jelissejewka)     |
| Jurjiwka                 | Юр'ївка      | Юрьевка (Jurjewka)           |
| Nelhiwka                 | Нельгівка    | Нельговка (Nelgowka)         |
| Nelhiwka                 | Нельгівка    | Нельговка (Nelgowka)         |
| Pidhirne                 | Підгірне     | Подгорное (Podgornoje)       |
| Radoliwka                | Радолівка    | Радоловка (Radolowka)        |
| Seleniwka                | Зеленівка    | Зеленовка (Selenowka)        |